# Eichennetzwanze
Die Eichennetzwanze (Corythucha arcuata) ist eine in Nordamerika heimische Wanzenart aus der Familie der Netzwanzen, die im Jahr 2000 nach Europa eingeschleppt wurde. Sie hat im Jahr 2021 den Südwesten Deutschlands erreicht und wurde auch 2022, 2023 und 2024 angetroffen, was darauf hindeutet, dass sich die Art etabliert hat und sich vermutlich weiter ausbreitet. 2024 tauchte sie auch in Massen im Süden Österreichs auf.

## Merkmale
Die ausgewachsenen Wanzen erreichen eine Länge von 3–4 mm sowie eine Breite von 1,6 mm. Die überwiegend grau gefärbten Wanzen besitzen eine charakteristische netzartige Struktur, die sich aus Vorderflügel, Halsschild sowie einer Blase im Kopfbereich zusammensetzt. Die Eichennetzwanze kann mit der sehr ähnlichen Platanen-Netzwanze verwechselt werden, ist jedoch zusätzlich dunkel pigmentiert.

## Verbreitung
Die Eichennetzwanze kommt ursprünglich in Nordamerika (Vereinigte Staaten und Kanada) vor. Im Jahr 2000 gelangte die Art in die Lombardei und in den Piemont im Norden Italiens. Seither hat die Art ihr Verbreitungsgebiet in der Paläarktis ausgedehnt. 2002 wurde sie in der Schweiz nachgewiesen, 2003 in der Türkei, 2012 in Bulgarien, 2013 in Kroatien, 2015 in Serbien, 2016 in Slowenien. Im Jahr 2019 wurde die Art auch erstmals in Österreich gefunden. Seit dem Sommer 2021 gibt es erste Funde in Deutschland. In den beiden Folgejahren erschienen am Fundort in Deutschland die überwinternden Imagines Anfang/Mitte Mai an den frisch ausgetriebenen Eichenblättern.

### Verbreitung in Deutschland
Die Fundorte in Deutschland liegen in Waldgebieten, darunter die Schwetzinger Hardt, entlang der Bahnstrecke von Neulußheim über Oftersheim bis an den Südostrand von Mannheim. Dort hatten sich im Sommer 2021 an mindestens einem Dutzend Bäumen im Blattwerk Kolonien bestehend aus Eigelegen, Larven und ausgewachsenen Wanzen gebildet. Als Transportmittel der eingewanderten Insektenart dienten sehr wahrscheinlich Güterzüge. Diese verkehren entlang der Fundplätze. Dort befindet sich ein beschrankter Bahnübergang mit Nebengleis, an dem die Züge teils längere Zeit stehen. Die Eichennetzwanzen könnten sich als „blinde Passagiere“ auf den Zügen, beispielsweise auf transportierten Baumstämmen, niedergelassen haben, und auf diese Weise ohne Kraftanstrengung weitere Strecken zurücklegen. Im zweiten Jahr der nachgewiesenen Existenz der Art finden sich die Wanzen in noch größerer Anzahl auf den Fundbäumen des ersten Jahres sowie an neu besiedelten Bäumen in der näheren Umgebung. Eine ausgesprochen starke Maikäferplage im April und Mai 2024, bei welcher sehr viele frische Eichenblätter von den Käfern gefressen wurden, konnte die Eichennetzwanzenpopulation offenbar gut überstehen. Mitte April 2025 erschien die erste Imago an einem frisch ausgetriebenen Eichenblatt eines bekannten Wirtsbaums.

## Lebensweise
Die Art lebt mehr oder weniger monophag von Buchengewächsen (Fagaceae) und hierbei speziell von Eichen (Quercus). Als Wirtsarten werden genannt: die Zerr-Eiche (Quercus cerris), die Ungarische Eiche (Quercus frainetto), die Hartwiss-Eiche (Quercus hartwissiana), die Persische Eiche (Quercus macranthera), die Traubeneiche (Quercus petraea), die Stieleiche (Quercus robur) und die Flaumeiche (Quercus pubescens), aber offenbar nicht die aus Nordamerika stammende Roteiche. Die Wanzen werden gelegentlich auf anderen Baumarten wie der Edelkastanie (Castanea sativa) und dem Spitzahorn (Acer platanoides) angetroffen. Die Art bildet etwa drei Generationen im Jahr. Die Imagines überwintern in Spalten unter der Rinde von Bäumen oder in der Bodenstreu. Die ersten Wanzen erscheinen in der ersten Aprilhälfte auf den frisch ausgetriebenen Eichenblättern der Bäume, die sie im Vorjahr besiedelt hatten. In der ersten Maihälfte legen die Weibchen auf der Blattunterseite der Wirtsbäume ihre Eier ab. Die ersten Nymphen erscheinen Mitte Juni. Nach dem Schlüpfen beginnen die Nymphen an der Blattunterseite zu saugen.  Der Zeitraum von der Eiablage bis zum vollentwickelten Insekt dauert gewöhnlich zwischen 30 und 45 Tagen. Während ihrer Entwicklung durchläuft die Wanze fünf Nymphenstadien. Im Sommer kann man zeitgleich alle Nymphenstadien sowie die ausgewachsenen Wanzen antreffen. Die Netzwanzen schwächen durch ihr Saugen an der Blattunterseite die betroffenen Bäume und gelten als Forstschädlinge.

## Galerie

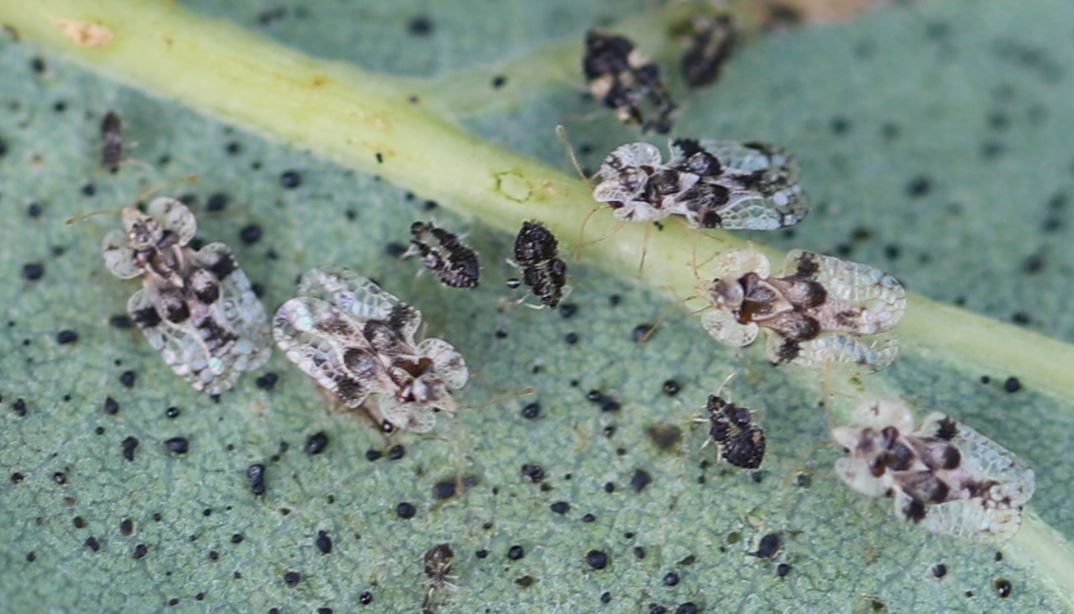
Eichennetzwanzen am 22. Juli 2021 in der Schwetzinger Hardt südlich von Mannheim.
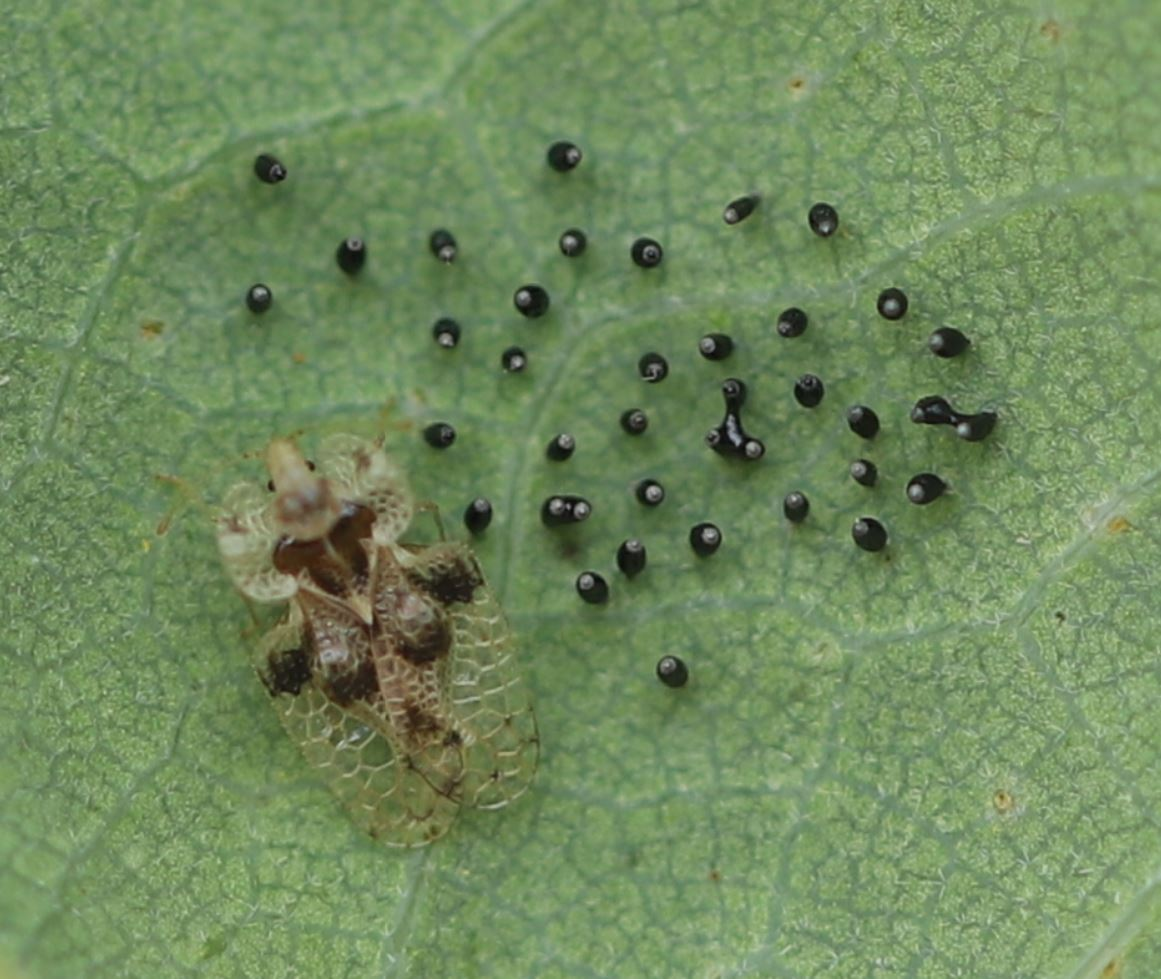
Wanze mit Eiern
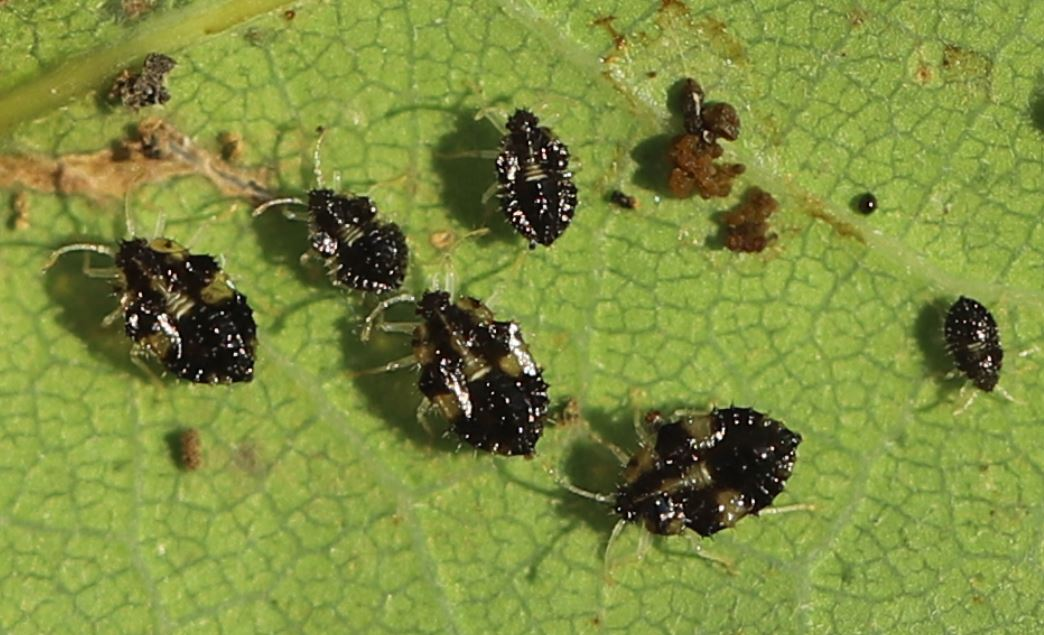
Nymphen auf der Blattunterseite einer Eiche
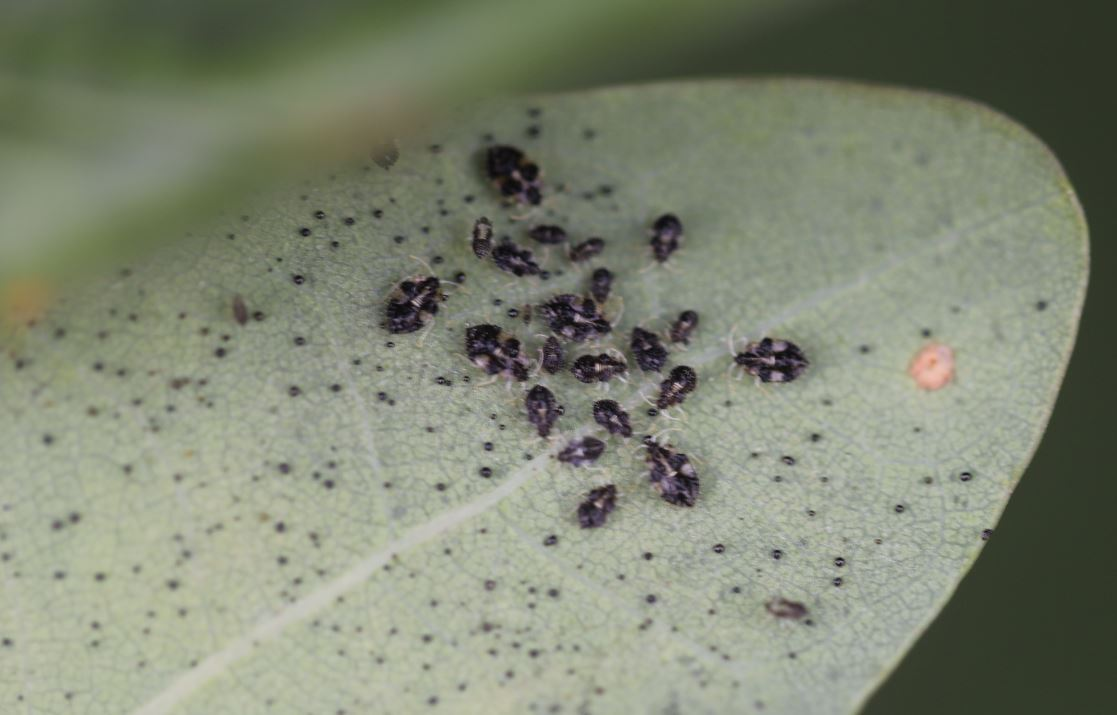
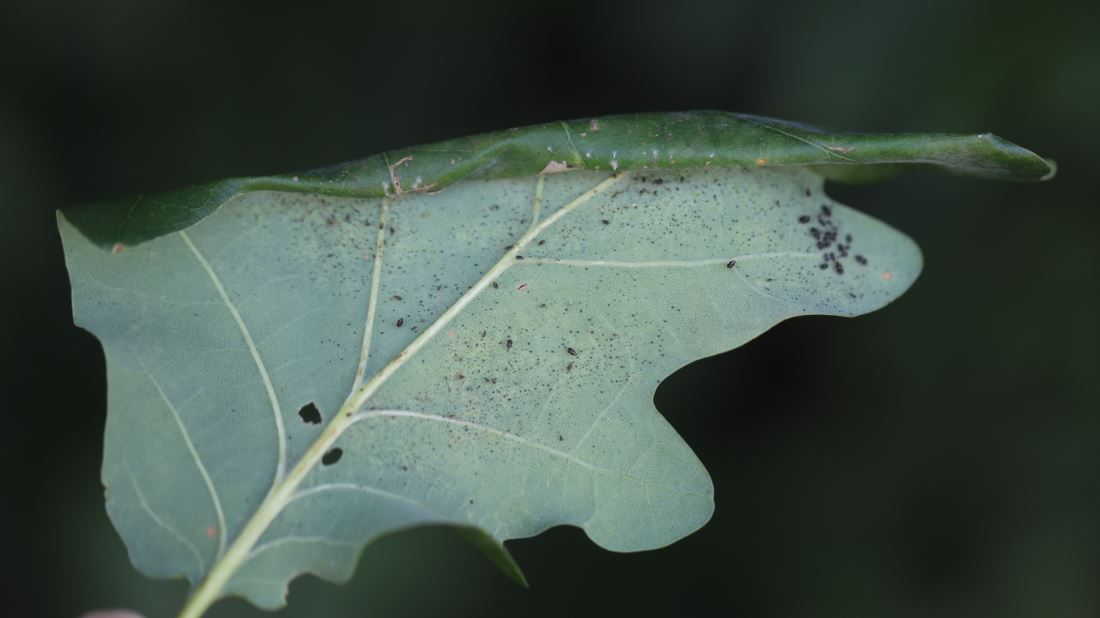